# Gelsauga
Uždaroji akcinė bendrovė Gelsauga (Geležinkelių sauga, dt. 'Eisenbahnensicherheit') ist die älteste Unternehmenssicherheitsorganisation und das viertgrößte (nach Mitarbeiterzahl) Sicherheitsunternehmen in Litauen, ein Tochterunternehmen von AB „Lietuvos geležinkeliai“. Gelsauga beschäftigt 1.035 Mitarbeiter (2016). 2011 erzielte es den Umsatz von 40 Mio. Litas. Es hat Abteilungen in Vilnius, Kaunas, Klaipėda, Radviliškis und Vaidotai.

## Geschichte
1944 begann ihre Tätigkeit die strukturelle Einheit für Schutz der Eisenbahn Vilnius im Eisenbahnenbezirk Baltikums. Als bewaffnete Sicherheitsstruktur schützte sie Eisenbahninfrastruktur, Bahnhöfe, Brücken und anderen Einrichtungen, Fahrgut, Ladung sowie Asset. Es gab Unterabteilungen im Eisenbahnnetz an der Bahnstrecke Vilnius in Litauen und in Kaliningrad. Nach der  Unabhängigkeit Litauens 1992 wurde die Eisenbahnen-Schutzabteilung (aufgrund  Beschluss Nr. 4 des Generaldirektors Staatsunternehmens „Litauische Eisenbahnen“) zur paramilitärischen Garde reorganisiert. Im Laufe der Jahre hat das Amt verschiedene Namen.
Am 6. Juni 2007  wurde es zur UAB Gelsauga, Tochtergesellschaft der „Litauischen Eisenbahnen“.